# 2015 en Vallée d'Aoste
Chronologie de la Vallée d'Aoste
- 2011
- 2012
- 2013
- 2014
- 2015
- 2016
- 2017
- 2018
- 2019

Chronologie de l'Italie
2013 en Italie - 2014 en Italie - 2015 en Italie - 2016 en Italie - 2017 en Italie

## Chronologie

### Janvier 2015
- 12 janvier : sortie de Métamorphose, le nouvel album de Naïf Hérin.

### Février 2015
- 20 février : Aldo Cazzulo et Riccardo Garosci sont honorés du titre de Chevaliers de l'Autonomie, attribué à ceux qui se sont impliqués pour porter le nom de la Vallée d'Aoste dans le monde

### Mars 2015
- 2 mars : Ivan Origone est le nouveau champion du monde de ski de vitesse au Pas de la Case-Grandvalira en Andorre.

### Avril 2015
- 3 avril : nouveau record en ski de vitesse pour Simone Origone.
- 10 avril : avant-première du film Avengers : L'Ère d'Ultron, tourné dans plusieurs localités de la basse Vallée d'Aoste et au Fort de Bard.

### Mai 2015
- 10 mai : élections communales en Vallée d'Aoste. Fulvio Centoz, candidat du Parti démocrate, est élu syndic d'Aoste. Il succède à Bruno Giordano.
- 15 mai : conflit entre le président de la Région Auguste Rollandin et l'évêque d'Aoste Franco Lovignana lié à la crise migratoire en Europe.
- 29 et 30 mai : Fabio Aru remporte la 19e et la 20e étape du Tour d'Italie 2015, qui se sont déroulées pour partie en Vallée d'Aoste.

### Juin 2015
- 12 juin : la Vallée d'Aoste donne son nom à un nouvel astéroïde

### Juillet 2015
- 19 juillet : victoire du cycliste australien Robert Power dans le Tour de la Vallée d'Aoste 2015.

### Août 2015
- x

### Septembre 2015
- 16 septembre : victoire de Patrick Bohard pour la sixième édition du Tor des Géants.
- du 7 au 11 septembre : l'installation d'une barrière de sécurité sur le glacier du Géant par le maire de Chamonix réveille le conflit frontalier sur le Mont-Blanc entre la France et l'Italie.

### Octobre 2015
- 18 octobre : Fleurette de Gressan est la Reine de 2015.

### Décembre 2015
- 8 au 13 décembre : Édition 2015 du Courmayeur Noir in Festival. Avant-première mondiale du premier épisode de la 10e saison de X-Files.
- 19 décembre : manifestation contre la fermeture programmée de la ligne de chemin de fer Aoste-Pré-Saint-Didier.

## Culture

### Courmayeur Noir in Festival
- Lion noir : Anacleto : Agente secreto, de Javier Ruiz Caldera (es)[1]
- Prix Raymond Chandler : Joe Lansdale
- Prix Scerbanenco : Giampaolo Simi pour Cosa resta di noi, Sellerio, 2015

## Décès en 2015
- 22 janvier : Marco Gal, bibliothécaire, écrivain et savant.